# Cayaponia longiloba
Cayaponia longiloba är en gurkväxtart som beskrevs av A.K. Monro. Cayaponia longiloba ingår i släktet Cayaponia och familjen gurkväxter. Inga underarter finns listade i Catalogue of Life.